# Swiss Life Hall

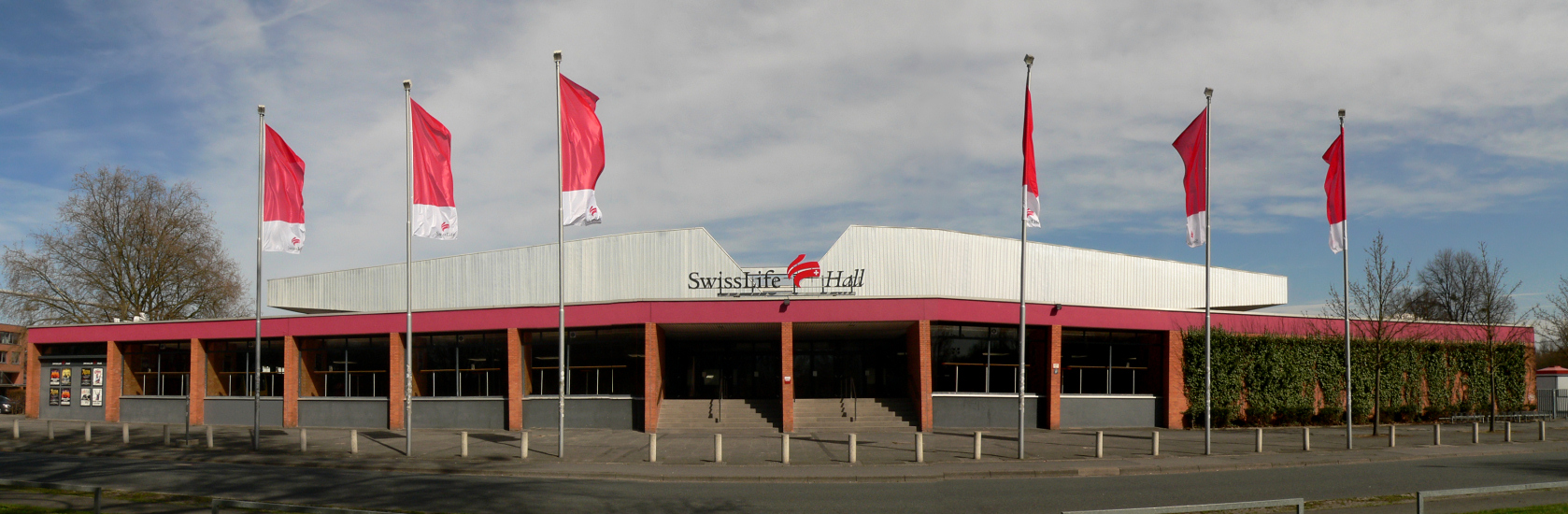
O AWD Hall.

O AWD Hall é um ginásio multi-uso localizado na cidade de Hanôver, na Alemanha, que suporta 5.000 pessoas, tendo sido construída pela mesma empresa responsável pelo estádio AWD-Arena.
O local é mais usado para eventos esportivos, mas também é usada para concertos musicais, tendo recebido bandas como The Rolling Stones, Queen, Nightwish, e muitas outras.